# Paul Filliat
Paul Filliat, né le 8 novembre 1899 à Viriat et mort le 12 décembre 1981 à Viriat, est un cycliste français qui participa à plusieurs Tours de France dans les années 1920 et 1930.

## Palmarès
- 1924
  - 3e du Circuit du Mont-Blanc
- 1925
  - 2e du Circuit des villes d'eaux d'Auvergne
  - 2e du Circuit du Jura
- 1927
  - 3e du Grand Prix de Nice
- 1928
  - Grand Prix de l'Écho d'Alger
- 1929
  - 2e du Grand Prix de l'Écho d'Alger

## Résultats sur les grands tours

### Tour de France
3 participations
- 1926 : abandon (1re étape)
- 1928 : 25e
- 1929 : abandon (3e étape)